# Salix schwerinii
Salix schwerinii es una especie de sauce perteneciente a la familia de las salicáceas. Es nativa del nordeste de Asia (desde Kolyma al nordeste de China).

## Descripción
Es un arbusto o pequeño árbol que alcanza un tamaño de 10 m de altura, la corteza es de color verde grisáceo. Las ramillas glabras o pubescentes,  por lo general de color gris cuando son jóvenes. Los brotes amarillos, ovoide-oblongos, pilosos. Estípulas estrechamente lanceoladas o falcadas, margen dentado, con pecíolo de 5-12 mm, sedoso pubescente; limbo linear-lanceolado, de 15-20 cm, el envés densamente pubescente largo y sedoso, verde plateado y brillante, el haz opaco, glabro o algo pubescente, de base estrecha cuneada , margen entero o ligeramente sinuoso, a veces revoluto, ápice acuminado o agudo. La floración es precoz con amentos femeninos oblongo-ovoides, de 2-3 x ca. 1,5 cm, sésiles, y brácteas marrones, oblongo-ovadas, con pelos largos, sueltos o pubescentes, el ápice negro, obtusos o agudos. El amento femenino es cilíndrico, (2 -) 3-4 cm, y las brácteas como en los amentos masculinos.

## Distribución y hábitat
Se encuentra en arroyos y ríos, a una altitud de 3-600 metros, en Hebei, Heilongjiang, Jilin, Liaoning, Mongolia Interior, Japón, Corea, Mongolia, Rusia (Lejano Oriente, Siberia).

## Taxonomía
Salix schwerinii fue descrita por E.L.Wolf y publicado en Mitteilungen der Deutschen Dendrologischen Gesellschaft 407, en el año 1929.
Etimología
Salix: nombre genérico latino para el sauce, sus ramas y madera.
schwerinii: epíteto
Citología
El número cromosomático es de: 2 n = 38.
Sinonimia
- Salix dailingensis Y.L. Chou & C.Y. King
- Salix gmelinii Pall.
- Salix petsusu KIMURA
- Salix viminalis var. gmelinii Turcz.
- Salix viminalis var. yezoensis Schneid.
- Salix yezoensis KIMURA[4]